# Elthusa epinepheli
Elthusa epinepheli là một loài chân đều trong họ Cymothoidae. Loài này được Trilles & Justine miêu tả khoa học năm 2010.